# Renato Profuturo Frigérido
Renato Profuturo Frigérido (em latim: Renatus Profuturus Frigeridus) foi um historiador do século V cujas obras, que existem hoje apenas em fragmentos, eram constituídos de doze volumes ou mais. Trechos sobrevivem na História dos Francos (em latim: Historia Francorum) de Gregório de Tours.